# Nicolas Binder
Nicolas Binder (* 13. Jänner 2002 in Wien) ist ein österreichischer Fußballspieler.

## Karriere

### Verein
Binder begann seine Karriere bei der Union Mauer. Zur Saison 2009/10 wechselte er in die Jugend des SK Rapid Wien, bei dem er ab der Saison 2016/17 auch in der Akademie spielte.
Im April 2019 debütierte er gegen den FCM Traiskirchen für die Amateure der Rapidler in der Regionalliga. Bis zum Ende der Saison 2018/19 kam er zu fünf Drittligaeinsätzen. In der Saison 2019/20 absolvierte er bis zum Saisonabbruch ein Regionalligaspiel, mit Rapid II stieg er zu Saisonende in die 2. Liga auf. Sein Zweitligadebüt gab er im Februar 2021, als er am 14. Spieltag der Saison 2020/21 gegen den SKU Amstetten in der 68. Minute für Nicholas Wunsch eingewechselt wurde.
Im April 2022 stand Binder gegen den FC Red Bull Salzburg erstmals im Kader der ersten Mannschaft der Wiener. Im selben Monat gab er dann gegen den Wolfsberger AC sein Debüt in der Bundesliga. Am 29. Mai 2022 schoss er im Rückspiel des Playoffs um die Teilnahme an der Qualifikation für die UEFA Europa Conference League gegen die WSG Tirol mit dem Treffer zum 2:0-Endstand sein erstes Tor für die erste Mannschaft von Rapid. Insgesamt kam er in der Saison 2021/22 zu fünf Bundesligaeinsätzen und absolvierte beide Spiele im Playoff.
In der Saison 2022/23 kam er dann wieder ausschließlich für die Reserve zum Einsatz, für die er bis zur Winterpause sieben Tore in 16 Zweitligapartien machte. Im Jänner 2023 wechselte Binder zum Bundesligisten SK Austria Klagenfurt, bei dem er einen bis Juni 2026 laufenden Vertrag erhielt. Für Klagenfurt kam er insgesamt zu 47 Bundesligaeinsätzen, in denen er viermal traf. Am Ende der Saison 2024/25 stieg er mit den Kärntnern aus dem Oberhaus ab.
Daraufhin wechselte Binder zur Saison 2025/26 in die Niederlande zum Zweitligisten SC Cambuur, bei dem er einen bis 2027 laufenden Vertrag erhielt.

### Nationalmannschaft
Binder spielte im Oktober 2017 erstmals für eine österreichische Jugendnationalauswahl. Im September 2018 debütierte er gegen Zypern für die U-17-Mannschaft, für die er insgesamt viermal spielte. Im September 2019 kam er erstmals für die U-18-Auswahl zum Einsatz.
Im März 2024 gab Binder gegen Dänemark sein Debüt für die österreichische U-21-Auswahl.

## Persönliches
Sein Vater Michael (* 1969) war Bundesligaprofi bei der Admira, Austria und Krems.